# Thomas Scott (aventurier)
Pour les articles homonymes, voir Scott et Thomas Scott.
Thomas Scott (1842 – 4 mars 1870) est un aventurier canadien d'origine britannique (né en Irlande) et fervent Orangiste. Il est une figure importante dans l'histoire canadienne et dans l'exécution de Louis Riel. 

## Biographie
Recruté par le Canada pour arpenter les terres déjà cultivées par les métis de la Rivière-Rouge afin de les distribuer à de nouveaux arrivants, l'Orangiste forcené se trouve mêlé de bon gré à ce qui deviendra la rébellion de la rivière Rouge. Il est capturé et emprisonné avec 34 de ses congénères à Fort Garry par les milices défensives de Louis Riel lors de la prise de ce fort. En fait, il avait déjà été emprisonné au même endroit, puis libéré, pour avoir comploté contre le gouvernement provisoire de Riel. Durant son second emprisonnement, Scott fait constamment référence à son projet d'assassiner Riel dès sa libération et lance des insultes racistes aux gardiens métis. Une tentative d'évasion échoue, et il est recapturé et rapidement jugé puis exécuté pour insubordination.
Dans ses Mémoires de la Rébellion du Nord-Ouest, Charles Boulton cite le Métis John Bruce, qui indique que seules deux balles du peloton d'exécution avaient effectivement atteint Scott, le blessant à l'épaule et au torse. Un homme s'approche et lui tire dans la tête, mais la balle pénètre au sommet de la joue pour ressortir près du cartilage du nez. Toujours en vie, Scott est placé dans une sorte de cercueil, d'où certains témoins l'auraient entendu crier : « Pour l'amour de Dieu, sortez-moi de là ou tuez-moi ». Cette version fantaisiste n'est corroborée par aucune autre source mais illustre bien l'image de stupidité et d’incompétence que les auteurs cherchent à associer aux Métis du Manitoba, peut-être pour se justifier de les déposséder ultérieurement.  
La nouvelle de sa mort causa un certain émoi parmi la population majoritairement anglophone d'Ontario. Le premier ministre du Canada, John A. Macdonald, Orangiste lui aussi et qui tentait depuis quelques années d'obtenir une raison pour condamner Riel, qui freinait le développement de l'Ouest, saisit cette occasion et envoya alors des troupes à l'attaque de Fort Garry. La rébellion de la rivière Rouge se termina par la création de la Province du Manitoba en 1870. Riel est, de son côté, contraint de fuir la colonie et de s'exiler pendant plusieurs années.
Largement anonyme pendant sa vie, la mort de Scott en fit un martyr et un héros au Canada anglais. D'une nature méprisante et violente, Scott avait été condamné pour agression avec violences lorsqu'en menant un groupe de camarades de travail, il avait failli noyer son employeur pour une question d'augmentations salariales. De plus, il avait déjà été condamné pour vol et voie de fait dans une autre affaire.
Plus tard, après que Riel soit revenu au pays en aidant le gouvernement canadien à repousser des fenians, la mort de Scott sera réutilisée à nouveau par le gouvernement pour, cette fois-ci, juger et faire pendre Louis Riel.